# Giuseppe Beviacqua
Giuseppe Beviacqua, detto Nicolino (Savona, 28 ottobre 1914 – Savona, 12 agosto 1999), è stato un mezzofondista italiano, tredici volte campione nazionale assoluto a livello individuale.

## Biografia
Dominò la scena nel mezzofondo a livello nazionale negli anni 1930 e anni 1940, conquistandosi la partecipazione, in quella che rimase la sua unica presenza olimpica, ai Giochi olimpici estivi di Berlino 1936.

## Palmarès
| Anno | Manifestazione  | Sede    | Evento      | Risultato | Prestazione | Note  |
| ---- | --------------- | ------- | ----------- | --------- | ----------- | ----- |
| 1936 | Giochi olimpici | Berlino | 10000 metri | 11º       | 31'57"7     | [ 2 ] |

## Campionati nazionali
- ai Campionati italiani assoluti di atletica leggera, 5000 metri piani (1938, 1939, 1940, 1941, 1942, 1943)[3]
- ai Campionati italiani assoluti di atletica leggera, 10000 metri piani (1936, 1937, 1942, 1943, 1946, 1947, 1948)[3]

## Altre competizioni internazionali
1944
- Oro alla Cinque Mulini ( San Vittore Olona)

1949
- Oro Giro al Sas ( Trento)
- Oro alla Cinque Mulini ( San Vittore Olona)